# 3111 Misuzu
3111 Misuzu (1977 DX8) là một tiểu hành tinh vành đai chính được phát hiện ngày 19 tháng 2 năm 1977 bởi Kiichiro Hurukawa và Hiroki Kosai ở Kiso Station.